# Jack Taylor
Jack Taylor, född George Brown Randall den 21 oktober 1936 i Oregon City, Oregon, är en amerikansk skådespelare.

## Filmografi (ett urval)
- 1963 – Cleopatra (ej krediterad)
- 1970 – Count Dracula
- 1972 – Dr. M schlägt zu
- 1982 – Conan Barbaren
- 1992 – 1492 - Den stora upptäckten
- 1999 – The Ninth Gate

## Fotnoter
1. ↑  SNAC, SNAC Ark-ID: w6nw2sng, läs online, läst: 9 oktober 2017.[källa från Wikidata]
2. ↑  filmportal.de, Filmportal-ID: 8ef68ff27ec5465ca249d158d50a4da7, läst: 9 oktober 2017.[källa från Wikidata]
3. ↑  Freebase Data Dumps, Google.[källa från Wikidata]